# Wybory parlamentarne w Holandii w 1952 roku
Wybory parlamentarne – wybory odbyły się w Holandii 25 czerwca 1952, w których obywatele  w drodze głosowania wybrali swoich przedstawicieli w parlamencie. Do zdobycia w 1952 było 100 mandatów.
Po wyborach powstała koalicja katolików, socjalistów, antyrewolucjonistów i historycznych chrześcijan. Premierem został Drees.

## Wyniki
źródło
- Partia Pracy - 30(+3)
- Katolicka Partia Ludowa - 30(-2)
- Partia Antyrewolucyjna - 12(-1)
- Unia Historycznych chrześcijan - 9(0)
- Partia Ludowa na rzecz Wolności i Demokracji - 9(+3)
- Komunistyczna Partia Holandii - 6(-2)
- Katolicka Partia Narodowa - 2(+1)
- Polityczna Partia Protestantów - 2(0)
- Gereformeerd Politiek Verbond - 0 (0)
- Middenstandspartij - 0 (0)
- Partij voor Recht, Vrijheid en Welvaart - 0 (0)
- Socialistische Unie - 0 (0)
- Jong Conservatief Verband - 0 (0)